# Дюверн, Жан-Кевен
Жан-Кеве́н Дюве́рн (фр. Jean-Kévin Duverne; род. 12 июля 1997, Париж) — гаитянский и французский футболист, защитник клуба «Нант» и сборной Гаити. Выступает на правах аренды за клуб «Кортрейк».

## Клубная карьера
Дюверн — воспитанник клуба «Ланс». 5 сентября 2015 года в матче против второго состава «Труа» он дебютировал в четвёртом дивизионе Франции. 9 апреля 2016 года в матче против клуба «Васкеаль» он забил первый гол за дублёров «Ланса». 5 августа 2016 года в матче против «Тур» он дебютировал в Лиге 2.
В сентябре 2019 года Дюверн стал игроком «Бреста». 19 октября 2019 года в матче против «Анже» дебютировал во французской Лиге 1. 21 ноября 2020 года в поединке против «Сент-Этьена» Дюверн забил первый гол за «пиратов».

## Международная карьера
Родился во Франции в семье гаитянского происхождения. 17 мая 2018 года получил вызов в сборную Франции (до 20 лет) на Турнир в Тулоне.